# Lettország a 2018. évi téli olimpiai játékokon
Lettország a dél-koreai Phjongcshangban megrendezett 2018. évi téli olimpiai játékok egyik részt vevő nemzete volt. Az országot az olimpián 9 sportágban 34 sportoló képviselte, akik összesen 1 érmet szereztek.

## Érmesek
| Érem  | Versenyző                      | Sportág | Versenyszám  |
| ----- | ------------------------------ | ------- | ------------ |
| Bronz | Jānis Strenga Oskars Melbārdis | Bob     | Férfi kettes |

## Alpesisí
Férfi
| Versenyző          | Versenyszám      | 1. futam | 1. futam | 2. futam | 2. futam | Összesítés | Összesítés |
| Versenyző          | Versenyszám      | Idő      | Hely.    | Idő      | Hely.    | Idő        | Helyezés   |
| ------------------ | ---------------- | -------- | -------- | -------- | -------- | ---------- | ---------- |
| Kristaps Zvejnieks | Óriás-műlesiklás | 1:13,81  | 41.      | 1:14,46  | 38.      | 2:28,27    | 35.        |

| Versenyző          | Versenyszám | Lesiklás | Lesiklás | Műlesiklás | Műlesiklás | Összesítés | Összesítés |
| Versenyző          | Versenyszám | Idő      | Hely.    | Idő        | Hely.      | Idő        | Helyezés   |
| ------------------ | ----------- | -------- | -------- | ---------- | ---------- | ---------- | ---------- |
| Kristaps Zvejnieks | Összetett   | 1:23,02  | 51.      | 48,74      | 14         | 2:11,76    | 26.        |

Női
| Versenyző    | Versenyszám      | 1. futam | 1. futam | 2. futam | 2. futam | Összesítés | Összesítés |
| Versenyző    | Versenyszám      | Idő      | Hely.    | Idő      | Hely.    | Idő        | Helyezés   |
| ------------ | ---------------- | -------- | -------- | -------- | -------- | ---------- | ---------- |
| Lelde Gasūna | Óriás-műlesiklás | 1:18,65  | 47.      | 1:15,30  | 42.      | 2:33,95    | 43.        |
| Lelde Gasūna | Műlesiklás       | 54,50    | 39.      | 54,81    | 37.      | 1:49,31    | 37.        |

## Biatlon
Férfi
| Versenyző            | Versenyszám            | Időeredmény | Lövőhiba    | Helyezés |
| -------------------- | ---------------------- | ----------- | ----------- | -------- |
| Andrejs Rastorgujevs | 10 km sprint           | 24:34,4     | 3 (1+2)     | 24.      |
| Andrejs Rastorgujevs | 12,5 km üldözőverseny  | 34:29,3     | 4 (1+0+1+2) | 12.      |
| Andrejs Rastorgujevs | 20 km egyéni indításos | 53:41,8     | 6 (1+1+3+1) | 59.      |
| Andrejs Rastorgujevs | 15 km tömegrajtos      | 38:47,4     | 3 (0+1+0+2) | 28.      |
| Oskars Muižnieks     | 10 km sprint           | 25:56,3     | 2 (1+1)     | 66.      |
| Oskars Muižnieks     | 20 km egyéni indításos | 52:06,0     | 3 (0+2+0+1) | 42.      |

Női
| Versenyző     | Versenyszám            | Időeredmény | Lövőhiba    | Helyezés |
| ------------- | ---------------------- | ----------- | ----------- | -------- |
| Baiba Bendika | 7,5 km sprint          | 23:14,6     | 4 (3+1)     | 39.      |
| Baiba Bendika | 10 km üldözőverseny    | 33:59,4     | 3 (1+0+2+0) | 33.      |
| Baiba Bendika | 15 km egyéni indításos | 45:32,8     | 4 (0+1+1+2) | 39.      |

## Bob
Férfi
| Versenyző                                                         | Versenyszám | 1. futam | 1. futam | 2. futam | 2. futam | 3. futam | 3. futam | 4. futam | 4. futam | Összesítés | Összesítés |
| Versenyző                                                         | Versenyszám | Idő      | Hely.    | Idő      | Hely.    | Idő      | Hely.    | Idő      | Hely.    | Idő        | Helyezés   |
| ----------------------------------------------------------------- | ----------- | -------- | -------- | -------- | -------- | -------- | -------- | -------- | -------- | ---------- | ---------- |
| Jānis Strenga Oskars Melbārdis*                                   | Kettes      | 49,08    | 1.       | 49,54    | 10.      | 49,08    | 2.       | 49,21    | 1.       | 3:16,91    |            |
| Oskars Ķibermanis* Matīss Miknis                                  | Kettes      | 49,21    | 4.       | 49,57    | 12.      | 49,32    | 6.       | 49,70    | 14.      | 3:17,80    | 9.         |
| Daumants Dreiškens Oskars Melbārdis* Jānis Strenga Arvis Vilkaste | Négyes      | 48,82    | 4.       | 49,39    | 12.      | 48,91    | 5.       | 49,53    | 2.       | 3:16,65    | 5.         |
| Jānis Jansons Oskars Ķibermanis* Helvijs Lūsis Matīss Miknis      | Négyes      | 49,18    | 15.      | 49,26    | =7       | 49,34    | 11.      | 49,63    | 9.       | 3:17,41    | 10.        |

- Tartalék: Intars Dambis

* – a bob vezetője

## Gyorskorcsolya
Férfi
| Versenyző      | Versenyszám | Eredmény | Helyezés |
| -------------- | ----------- | -------- | -------- |
| Haralds Silovs | 1000 m      | 1:09,50  | 15.      |
| Haralds Silovs | 1500 m      | 1:45,25  | 4.       |

Tömegrajtos
| Versenyző      | Versenyszám | Elődöntő | Elődöntő | Elődöntő | Döntő   | Döntő   | Döntő    |
| Versenyző      | Versenyszám | Pont     | Idő      | Hely.    | Pont    | Idő     | Helyezés |
| -------------- | ----------- | -------- | -------- | -------- | ------- | ------- | -------- |
| Haralds Silovs | Férfi       | 3        | 8:28,93  | 9.       | kiesett | kiesett | kiesett  |

## Műkorcsolya
| Versenyző        | Versenyszám  | Rövid program | Rövid program | Kűr     | Kűr     | Összesítés | Összesítés |
| Versenyző        | Versenyszám  | Pont          | Hely.         | Pont    | Hely.   | Pont       | Helyezés   |
| ---------------- | ------------ | ------------- | ------------- | ------- | ------- | ---------- | ---------- |
| Deniss Vasiļjevs | Férfi egyéni | 79,52         | 21.           | 155,06  | 20.     | 234,58     | 19.        |
| Diāna Ņikitina   | Női egyéni   | 51,12         | 26.           | kiesett | kiesett | kiesett    | kiesett    |

## Rövidpályás gyorskorcsolya
Férfi
| Versenyző         | Versenyszám | Előfutam | Előfutam | Negyeddöntő | Negyeddöntő | Elődöntő | Elődöntő | B döntő  | B döntő | Döntő   | Döntő   | Helyezés |
| Versenyző         | Versenyszám | Idő      | Hely.    | Idő         | Hely.       | Idő      | Hely.    | Idő      | Hely.   | Idő     | Hely.   | Helyezés |
| ----------------- | ----------- | -------- | -------- | ----------- | ----------- | -------- | -------- | -------- | ------- | ------- | ------- | -------- |
| Roberto Puķītis   | 1000 m      | 1:31,635 | 2.       | 1:24,022    | 3.          | kiesett  | kiesett  | kiesett  | kiesett | kiesett | kiesett | 11.      |
| Roberto Puķītis   | 1500 m      | 2:18,825 | 2.       |             |             | 2:11,165 | 4.       | 2:26,525 | 4.      |         |         | 11.      |
| Roberts Zvejnieks | 500 m       | 40,563   | 2.       | 40,904      | 3.          | kiesett  | kiesett  | kiesett  | kiesett | kiesett | kiesett | 10.      |
| Roberts Zvejnieks | 1000 m      | 1:26,408 | 3. ADV   | 1:24,306    | 4.          | kiesett  | kiesett  | kiesett  | kiesett | kiesett | kiesett | 15.      |

## Sífutás
Távolsági
Férfi
| Versenyző     | Versenyszám | Idő       | Helyezés |
| ------------- | ----------- | --------- | -------- |
| Indulis Bikše | 15 km       | 37:44,7   | 61.      |
| Indulis Bikše | 50 km       | 2:31:07,5 | 53.      |

Női
| Versenyző        | Versenyszám | Idő     | Helyezés |
| ---------------- | ----------- | ------- | -------- |
| Patrīcija Eiduka | 10 km       | 28:13,6 | 44.      |
| Inga Paškovska   | 10 km       | 31:34,9 | 80.      |

Sprint
| Versenyző        | Versenyszám         | Selejtező | Selejtező | Negyeddöntő | Negyeddöntő | Elődöntő | Elődöntő | Döntő   | Helyezés |
| Versenyző        | Versenyszám         | Idő       | Hely.     | Idő         | Hely.       | Idő      | Hely.    | Idő     | Helyezés |
| ---------------- | ------------------- | --------- | --------- | ----------- | ----------- | -------- | -------- | ------- | -------- |
| Indulis Bikše    | Férfi egyéni sprint | 3:30,53   | 60.       | kiesett     | kiesett     | kiesett  | kiesett  | kiesett | 60.      |
| Patrīcija Eiduka | Női egyéni sprint   | 3:49,70   | 62.       | kiesett     | kiesett     | kiesett  | kiesett  | kiesett | 62.      |

## Szánkó
| Versenyző                          | Versenyszám | 1. futam | 1. futam | 2. futam | 2. futam | 3. futam | 3. futam | 4. futam | 4. futam | Összesítés | Összesítés |
| Versenyző                          | Versenyszám | Idő      | Hely.    | Idő      | Hely.    | Idő      | Hely.    | Idő      | Hely.    | Idő        | Helyezés   |
| ---------------------------------- | ----------- | -------- | -------- | -------- | -------- | -------- | -------- | -------- | -------- | ---------- | ---------- |
| Kristers Aparjods                  | Férfi egyes | 47,822   | 6.       | 47,834   | 6.       | 47,858   | 13.      | 47,942   | 17.      | 3:11,456   | 11.        |
| Artūrs Dārznieks                   | Férfi egyes | 48,305   | 21.      | 48,671   | 29.      | 48,602   | 28.      | kiesett  | kiesett  | 2:25,578   | 24.        |
| Inārs Kivlenieks                   | Férfi egyes | 48,274   | 20.      | 48,370   | 22.      | 48,066   | 20.      | 48,112   | 20.      | 3:12,822   | 20.        |
| Oskars Gudramovičs Pēteris Kalniņš | Kettes      | 46,890   | 17.      | 46,317   | 9.       |          |          |          |          | 1:33,207   | 14.        |
| Andris Šics Juris Šics             | Kettes      | 46,336   | 9.       | 46,106   | 4.       |          |          |          |          | 1:32,442   | 6.         |
| Kendija Aparjode                   | Női egyes   | 48,103   | 27.      | 46,927   | 21.      | 47,296   | 21.      | kiesett  | kiesett  | 2:22,326   | 22.        |
| Elīza Cauce                        | Női egyes   | 47,458   | 25.      | 46,477   | 10.      | 46,624   | 10.      | 47,092   | 16.      | 3:07,651   | 16.        |
| Ulla Zirne                         | Női egyes   | 46,471   | 9.       | 46,409   | 7.       | 47,327   | 22.      | 46,895   | 14.      | 3:07,102   | 12.        |

| Versenyző                                           | Versenyszám  | 1. futam | 1. futam | 2. futam | 2. futam | 3. futam | 3. futam | Összesítés | Összesítés |
| Versenyző                                           | Versenyszám  | Idő      | Hely.    | Idő      | Hely.    | Idő      | Hely.    | Idő        | Helyezés   |
| --------------------------------------------------- | ------------ | -------- | -------- | -------- | -------- | -------- | -------- | ---------- | ---------- |
| Kristers Aparjods Andris Šics Juris Šics Ulla Zirne | Vegyes váltó | 47,369   | 8.       | 48,891   | 7.       | 49,055   | 3.       | 2:25,315   | 6.         |

## Szkeleton
| Versenyző        | Versenyszám | 1. futam | 1. futam | 2. futam | 2. futam | 3. futam | 3. futam | 4. futam | 4. futam | Összesítés | Összesítés |
| Versenyző        | Versenyszám | Idő      | Hely.    | Idő      | Hely.    | Idő      | Hely.    | Idő      | Hely.    | Idő        | Helyezés   |
| ---------------- | ----------- | -------- | -------- | -------- | -------- | -------- | -------- | -------- | -------- | ---------- | ---------- |
| Martins Dukurs   | Férfi       | 50,85    | 5.       | 50,38    | 2.       | 50,32    | 2.       | 50,76    | 5.       | 3:22,31    | 4.         |
| Tomass Dukurs    | Férfi       | 50,88    | 7.       | 50,58    | 5.       | 50,65    | 6.       | 50,63    | 4.       | 3:22,74    | 5.         |
| Lelde Priedulēna | Női         | 52,14    | 7.       | 52,17    | 5.       | 52,09    | 9.       | 52,09    | 8.       | 3:28,49    | 7.         |